# 75 лет Луганской области
75 лет Луганской области (укр. 75 років Луганській області) — юбилейная монета номиналом 5 гривен, выпущенная Национальным банком Украины, посвящённая Луганской области, региону, которого называют «восточными воротами государства».
Монета введена в обращение 28 мая 2013 года. Она относится к серии «Области Украины».

## Описание и характеристика
| Номинал грн. | Металл                  | Масса, г | Диаметр, мм | Качество изготовления     | Гурт                 | Тираж, штук |
| ------------ | ----------------------- | -------- | ----------- | ------------------------- | -------------------- | ----------- |
| 5            | никелевый сплав, нордик | 9,4      | 28,0        | специальный анциркулейтед | рифление по секторам | 20 000      |

### Аверс
На аверсе монеты вверху размещён малый Государственный Герб Украины, по кругу надписи: «НАЦІОНАЛЬНИЙ БАНК УКРАЇНИ» (вверху), «П'ЯТЬ ГРИВЕНЬ» (внизу), справа - логотип Монетного двора Национального банка Украины, в центре - на фоне солнца изображён промышленный пейзаж, на переднем плане - байбак, ковыль, колосья и подсолнечник, под композицией год чеканки монеты - «2013».

### Реверс
На реверсе монеты изображён герб области и по кругу размещены надписи: «ЛУГАНСЬКА ОБЛАСТЬ» (вверху), «ЗАСНОВАНА У 1938 РОЦ» (внизу).

## Авторы
- Художник — Иваненко Святослав.
- Скульптор — Иваненко Святослав.

## Цена монеты
При вводе монеты в обращение в 2013 году, Национальный банк Украины реализовал монету через свои филиалы по цене 19 гривен.
Фактическая приблизительная стоимость монеты, с годами менялась так:
| Год        | 2014 | 2015 | 2016 | 2017 | 2018 |
| ---------- | ---- | ---- | ---- | ---- | ---- |
| Цена, грн. | 69   | 210  | 300  | 590  | 790  |